# Bönehusförsamling
Bönehusförsamling (finska Rukoushuonekunta) är en kyrklig gemenskap i perifera delar av en församling inom Evangelisk-lutherska kyrkan i Finland. En bönehusförsamling har ett eget bönehus. Församlingens präster eller en särskild bönehuspredikant förrättar gudstjänst. Det fanns bönehusförsamlingar även i Gamla Finland.
En bönehusförsamling fungerade under kyrkolagen och den hade rätten att samla kyrkoskatt från sina medlemmar. Nuförtiden finns inte termen bönehusförsamling i finländska kyrkolagen.